# Lasserre (Lot y Garona)
Lasserre es una localidad y comuna francesa, en la región de Aquitania, departamento de Lot y Garona, en el distrito de Nérac y cantón de Francescas.

## Demografía
| 147 | 121 | 81 | 85 | 86 | 82 |
| Para los censos de 1962 a 1999 la población legal corresponde a la población sin duplicidades (Fuente: INSEE [Consultar]) |     |    |    |    |    |